# Good Burger
Série
Good Burger 2
(2023)
Pour plus de détails, voir Fiche technique et Distribution.
Good Burger est un film américain réalisé par Brian Robbins et sorti en 1997.

## Synopsis
Au début des vacances d'été, Dexter Reed, un jeune homme, a causé des dégats de voiture et doit rembourser des milliers d'euros à cause d'un accident impliquant Ed, un employé de Good Burger pas comme les autres. Pour rembourser, Dexter chercha un travail et finit par travailler dans le fameux restaurant, et finit par faire la connaissance d'Ed. 
Mais un nouveau restaurant ouvra en face de Good Burger, le Mondo Burger opéré par Kurt, qui a eu un gros succès lors de son grand ouverture. Afin de sauver le commerce de son illustre patron, Ed et son nouveau partenaire vont devoir batailler contre ce concurrent aux arguments implacables mais surtout immoraux. 
Grâce au succès de la sauce d'Ed, Mondo Burger perd des clients, mais c'est bien après que le duo découvre le grand secret de leur concurrent.

## Fiche technique
- Titre original : Good Burger
- Réalisation : Brian Robbins
- Scénario : Dan Schneider, Kevin Kopelow et Heath Seifert
- Musique : Stewart Copeland
- Photographie : Mac Ahlberg
- Montage : Anita Brandt Burgoyne
- Production : Kevin Kopelow, Brian Robbins, Heath Seifert et Michael Tollin
- Sociétés de production : Paramount Pictures et Tollin/Robbins Productions
- Société de distribution : Paramount Pictures
- Pays de production :  États-Unis
- Langue originale : anglais
- Format : Couleur - Dolby - 35 mm - 1.85:1
- Genre : Comédie
- Durée : 95 minutes

## Distribution
- Kel Mitchell (VF : Pascal Grull) : Ed
- Kenan Thompson (VF : Sydney Kotto) : Dexter Reed
- Jan Schweiterman (VF : Emmanuel Curtil) : Kurt Bozwell
- Shar Jackson : Monique
- Abe Vigoda (VF : Bernard Musson) : Otis
- Dan Schneider : M. Baily
- Sinbad (VF : Thierry Desroses) : M. Wheat
- Josh Server (VF : William Coryn) : Fizz
- J. August Richards : Griffen
- Ginny Schreiber : Deedee
- Ron Lester : Spatch
- Carmen Electra (VF : Brigitte Virtudes) : Roxanne (non créditée)
- Linda Cardellini : Heather
- Shaquille O'Neal : lui-même

## Anecdotes
- Premier film de Linda Cardellini.
- Ray Garton a signé la novélisation du film (sous le pseudonyme de Joseph Locke).

## Suite
Une suite intitulée Good Burger 2 sort en 2023 avec le même duo en tête d'affiche.